# Star Screen Award/Bester Aussteller
Der Star Screen Award Best Exhibitor ist eine Kategorie des indischen Filmpreises Star Screen Award.
Der Star Screen Award Best Exhibitor wird von einer angesehenen Jury der Bollywoodfilmindustrie gewählt. Die Gewinner werden jedes Jahr im Januar bekanntgegeben.
Liste der Gewinner:
| Jahr | Gewinner                          |
| ---- | --------------------------------- |
| 2003 | Shringar Films                    |
| 2004 | Kumar Taurani & Ramesh S. Taurani |
| 2005 | Pooja Shetty (Imax Adlabs)        |
| 2006 | Shravan Shroff (Fame Adlabs)      |
| 2007 | Cinemaxx                          |
| 2008 | kein Preis                        |